# Тупицкий, Александр Николаевич
Александр Николаевич Тупицкий (укр. Олександр Миколайович Тупицький; род. 28 января 1963, с. Белозорье, Черкасский район, Черкасская область) — украинский правовед, специалист в области правового обеспечения деятельности судов и судопроизводства, кандидат наук государственного управления. С 15 мая 2013 по 15 мая 2022 года был судьёй Конституционного суда Украины (по квоте Президента Украины). 
29 декабря 2020 года Президент Украины Владимир Зеленский отстранил Александра Тупицкого от должности Председателя Конституционного суда сроком на два месяца, Конституционный суд счёл решение Президента незаконным, и отказался выполнять указ. Отстранение было продлено сроком на один месяц Указом Президента Украины.
Заместитель Председателя Конституционного суда Украины (2018—2019). Председатель Конституционного суда Украины с 17 сентября 2019 года.

## Биография
После окончания средней школы проходил срочную военную службу.
Работал фрезеровщиком на радиоприборном заводе г. Смелы и Черкасском заводе «Строммашина».
Окончил Харьковский юридический институт им. Ф. Э. Дзержинского по специальности «Правоведение» (1988).
1988—1993 — стажер прокуратуры г. Донецка, следователь, старший следователь прокуратуры Куйбышевского района г. Донецка.
1993—2010 — судья Куйбышевского районного суда г. Донецка, 2002—2009 — председатель этого суда. В этот период был членом квалификационно-дисциплинарной комиссии адвокатуры Донецкой области и членом Совета судей Донецкой области.
В 2006 году проходил обучение в США по программе «Открытый мир».
2010—2013 — был избран и работал судьей в Донецком, Львовском, Днепропетровском апелляционных судах. Занимал должности председателя Львовского и Днепропетровского апелляционных судов.
В мае 2013 года Указом Президента Украины от 14.05.2013 № 256/2013 назначен судьей Конституционного суда Украины.
9 декабря 2021 года против Александра Тупицкого введены санкции США с формулировкой «за серьёзные коррупционные действия, включая получение денежной взятки во время службы в украинской судебной системе. Супруга Тупицкого Ольга Тупицкая также фигурирует как участница коррупционного деяния».

## Научные звания
Кандидат наук государственного управления по специальности «Механизмы государственного управления» (2009).

## Научные достижения
Имеет публикации по вопросам государственных механизмов по повышению качества профессиональной подготовки судей, хозяйственного права, проблемным вопросам конституционной юстиции. Участник международных конференций и профессиональных встреч.

## Профессиональные награды
Союзом юристов Украины признан победителем в номинации «Судья хозяйственного суда». Во время работы в судах общей юрисдикции награжден Почетной грамотой Государственной судебной администрации Украины, юбилейным знаком Высшего хозяйственного суда Украины «20 лет хозяйственным судам Украины», благодарностью Высшей квалификационной комиссии Украины и Национальной школы судей Украины, отличием Высшей квалификационной комиссии судей Украины — нагрудным знаком «Правосудие и справедливость».